# Ranonkelfamilie
De ranonkelfamilie (Ranunculaceae) is een plantenfamilie uit de orde Ranunculales. Het aantal soorten bedraagt wereldwijd 1300 tot 2000, waarvan de meeste in de gematigde zone op het noordelijk halfrond voorkomen. In Europa komen er circa 310 soorten voor. In de Benelux komen zo'n 50 soorten voor. De meeste soorten zijn kruidachtig.
De bladeren zijn enkelvoudig en daarbij vaak ingesneden of handvormig samengesteld waarbij ze vaak uit drie segmenten bestaan. De buitenste segmenten zijn het breedst en het diepst ingesneden.
De familie is veelvormig. Zo is er veel variatie in de bloembouw. Daarbij kan de functie van de onderdelen van de bloem soms wisselen. De bloemen kunnen straalsgewijs symmetrisch zijn, maar er zijn ook geslachten met tweezijdig symmetrische bloemen.
De bloeiwijze en de rest van de plant lopen vaak in elkaar over. De tweezijdig symmetrisch bloemen hebben vaak een spoor. De straalsgewijs symmetrische bloemen kunnen een kelk en een kroon hebben. Er zijn ook soorten planten die dit onderscheid niet hebben en alleen bloemdekbladen hebben die wel op kroonbladen lijken. De kroonbladen hebben vaak een groefje om de nectar te markeren. Er zijn vaak veel meeldraden die soms tot een krans zijn uitgegroeid. Het aantal stampers is variabel. Het vruchtbeginsel is bovenstandig.

## Soorten
De volgende soorten worden hier beschreven:
- Adonis distorta
- Akeleiruit (Thalictrum aquilegifolium)
- Akkerboterbloem (Ranunculus arvensis)
- Alpenakelei (Aquilegia alpina)
- Alpenanemoon (Pulsatilla alpina)
  - Pulsatilla alpina subsp. apiifolia
- Alpenruit (Thalictrum alpinum)
- Aquilegia bernardii
- Aquilegia bertolonii
- Aquilegia einseleana
- Aquilegia formosa
- Blaartrekkende boterbloem (Ranunculus sceleratus)
- Blauwe anemoon (Anemone apennina)
- Blauwe monnikskap (Aconitum napellus)
- Bosanemoon (Anemone nemorosa)
- Bosboterbloem (Ranunculus polyanthemos subsp. nemorosus)
- Bosrank (Clematis vitalba)
- Christoffelkruid (Actaea spicata)
- Delphinium bakeri
- Delphinium luteum
- Delphinium maderense
- Donkere akelei (Aquilegia atrata)
- Dotterbloem (Caltha palustris)
- Dwergboterbloem (Ranunculus pygmaeus)
- Egelboterbloem (Ranunculus flammula)
- Fijne waterranonkel (Ranunculus aquatilis)
- Gele anemoon (Anemone ranunculoides)
- Gele monnikskap (Aconitum vulparia)
- Gewoon speenkruid (Ranunculus ficaria subsp. bulbilifer)
- Gifboterbloem (Ranunculus thora)
- Gletsjerboterbloem of Gletsjerranonkel (Ranunculus glacialis)
- Grasbladige boterbloem (Ranunculus gramineus)
- Grote waterranonkel (Ranunculus peltatus)
- Gulden boterbloem (Ranunculus auricomus)
- Herfstadonis (Adonis annua)
- Juffertje-in-het-groen (Nigella damascena)
- Kerstroos (Helleborus niger)
- Kleine ruit (Thalictrum minus)
- Kleine waterranonkel (Ranunculus trichophyllus)
- Knolboterbloem (Ranunculus bulbosus)
- Kruipende boterbloem (Ranunculus repens)
- Lenteanemoon (Pulsatilla vernalis)
- Lenteroos (Helleborus orientalis)
- Leverbloempje (Hepatica nobilis)
- Muizenstaart (Myosurus minimus)
- Myosurus sessilis
- Onvertakte ruit (Thalictrum simplex)
- Oosterse anemoon (Anemone blanda)
- Poelruit (Thalictrum flavum)
- Pulsatilla halleri
- Pulsatilla montana
- Pulsatilla pratensis
- Pulsatilla rubra
- Pyrenese adonis (Adonis pyrenaica)
- Pyrenese akelei (Aquilegia pyrenaica)
- Pyrenese boterbloem (Ranunculus pyrenaeus)
- Ranonkel (Ranunculus asiaticus)
- Ranunculus kuepferi
- Scherpe boterbloem (Ranunculus acris)
- Stinkend nieskruid (Helleborus foetidus)
- Stinkende ruit (Thalictrum foetidum)
- Thalictrum macrocarpum
- Thalictrum tuberosum
- Vlottende waterranonkel (Ranunculus fluitans)
- Voorjaarsadonis (Adonis vernalis)
- Wilde akelei (Aquilegia vulgaris)
- Wilde ridderspoor (Consolida regalis)
- Wrangwortel (Helleborus viridis)
- Zilte waterranonkel (Ranunculus baudotii)
- Zwarte komijn (Nigella sativa)
- Zomeradonis (Adonis aestivalis)

## Geslachten
In België en Nederland komen de volgende geslachten voor:
- Aconitum (geslacht Monnikskap), Actaea, Adonis, Aquilegia (geslacht Akelei), Anemone (geslacht Anemoon), Caltha (geslacht Dotterbloem), Clematis (geslacht Clematis), Consolida (geslacht Ridderspoor), Eranthis, Helleborus (geslacht Nieskruid), Hepatica, Myosurus, Nigella (geslacht Nigelle), Pulsatilla, Ranunculus (geslacht Boterbloem), Thalictrum (geslacht Ruit)

Overige geslachten buiten België en Nederland:
- Anemoclema, Anemonella, Anemonopsis, Asteropyrum, Barneoudia, Beesia, Calathodes, Callianthemum, Ceratocephala, Cimicifuga, Coptis, Delphinium, Dichocarpum, Enemion, Glaucidium, Halerpestes, Hamadryas, Hepatica, Hydrastis, Isopyrum, Knowltonia, Laccopetalum, Leptopyrum, Metanemone, Miyakea, Naravelia, Oreithales, Oxygraphis, Paraquilegia, Paroxygraphis, Psychrophila, Semiaquilegia, Souliea, Trautvetteria, Trollius, Urophysa, Xanthorhiza